# English Racing Automobiles
English Racing Automobiles is een Britse autosportorganisatie.
ERA werd in november 1933 opgericht door Humphrey Cook, Raymond Mays en Peter Berthon en nam vanaf 1934 deel aan races. In de Formule 1 was het team actief van 1950 tot 1952, waarin het geen punten scoorde en met Bob Gerard als coureur twee zesde plaatsen als beste resultaat behaalde.
Later ging English Racing Automobiles verder onder de naam British Racing Motors.